# Campionato mondiale giovanile di scherma 2014
Il Campionato mondiale juniores di scherma del 2014 ("2014 World Juniors Fencing Championships") è stato organizzato dalla Federazione internazionale della scherma e si è svolto a Plovdiv in Bulgaria dal 7 al 12 aprile.
Nel fioretto, si sono aggiudicati i titoli dei campionati mondiali il cinese Chen, che ha battuto in finale il ceco Choupenitch, e la statunitense Lee Kiefer che ha avuto la meglio su la canadese Harvey.
Nella spada il nipponico Masaru Yamada ha battuto in finale il coreano Jung, ottenendo il titolo mondiale juniores maschile, mentre tra le donne l'estone Katrina Lehis ha superato la magiara Réka Szabó.
Nella sciabola l'italiano Luca Curatoli prevale sul il russo Dmitrij Danilenko, mentre la magiara Anna Márton ha battuto la statunitense Palmedo.
Nei campionati mondiali juniores a squadre maschili, la nazionale cinese ha prevalso nella finale del fioretto contro gli Stati Uniti d'America, mentre la compagine magiara ha vinto nella spada contro la formazione iberica, ed infine la nazionale italiana ha avuto la meglio sullala compagine russa nella sciabola.
Nei campionati mondiali juniores a squadre femminili, la nazionale statunitense ha prevalso nella finale del fioretto contro la Russia, la Russia ha vinto nella spada contro la formazione statunitense, ed infine la formazione russa ha avuto la meglio sullala compagine francese nella sciabola.

## Podi

### Uomini
| Specialità  | Oro                                                                          | Argento                                                                                             | Bronzo                                                                        |
| Individuali |                                                                              | |                                                                               |
| Fioretto    | Chen Haiwei                                                                  | Alexander Choupenitch                                                                               | Alexander Massialas Toshiya Saitō                                             |
| Spada       | Masaru Yamada                                                                | Byeungchan Jung                                                                                     | Daniel Berta Justin Yoo                                                       |
| Sciabola    | Luca Curatoli                                                                | Dmitrij Danilenko                                                                                   | Tom Seitz Aleksandr Trušakov                                                  |
| A squadre   |                                                                              | |                                                                               |
| Fioretto    | Cina Chen Yu Chen Haiwei Huang Mengkai Wang Weifa                            | Stati Uniti Michael Woo Axel Kiefer Alexander Massialas Nobuo Bravo                                 | Italia Francesco Ingargiola Damiano Rosatelli Tommaso Ciuti Lorenzo Francella |
| Spada       | Ungheria Daniel Berta Balázs Hamar Sándor Cho Taeun Zsombor Bányai           | Spagna Álvaro Ibáñez Yulen-Alexander Pereira-Ramos Àngel Fabregat Pujol Guillermo Sánchez Rodríguez | Corea del Sud Segeon Ma Dongju Jeong Byeungchan Jung -                        |
| Sciabola    | Italia Luca Curatoli Leonardo Affede Francesco Bonsanto Francesco D’Armiento | Russia Aleksandr Trušakov Dmitrij Danilenko Il'ja Andreev Artëm Bučkovskij                          | Stati Uniti Gabriel Armijo Andrew Mackiewicz Geoffrey Loss Eli Dershwitz      |

### Donne
| Specialità  | Oro                                                                             | Argento                                                                        | Bronzo                                                                              |
| Individuali |                                                                                 |                                                                                |                                                                                     |
| Fioretto    | Lee Kiefer                                                                      | Eleanor Harvey                                                                 | Svetlana Tripapina Karin Miyawaki                                                   |
| Spada       | Katrina Lehis                                                                   | Réka Szabó                                                                     | Roberta Marzani Nickol Tal                                                          |
| Sciabola    | Anna Márton                                                                     | Sage Palmedo                                                                   | Luca László Gracie Stone                                                            |
| A squadre   |                                                                                 |                                                                                |                                                                                     |
| Fioretto    | Stati Uniti Lee Kiefer Margaret Lu Sabrina Massialas Jacqueline Dubrovich       | Russia Jana Alborova Kristina Samsonova Svetlana Tripapina Viktorija Alekseeva | Italia Camilla Mancini Francesca Palumbo Erica Cipressa Matilde Biagiotti           |
| Spada       | Russia Dar'ja Martynjuk Daniela Chrapina Violetta Chrapina Viktorija Kuzmenkova | Stati Uniti Anna Van Brummen Amanda Sirico Nina Van Loon Mason Speta           | Polonia Aleksandra Jarecka Kamila Pytka Martyna Swatowska-Wenglarczyk Jagoda Zagala |
| Sciabola    | Russia Ekaterina Vorob'ëva Evgenija Karbolina Anna Bašta Tat'jana Suchova       | Francia Margaux Rifkiss Margaux Gimalac Marie Lecoq Manon Apithy-Brunet        | Stati Uniti Adrienne Jarocki Gracie Stone Francesca Russo Sage Palmedo              |

## Medagliere
| Pos.   | Nazione       | Oro | Argento | Bronzo | Totale |
| ------ | ------------- | --- | ------- | ------ | ------ |
| 1      | Stati Uniti   | 2   | 3       | 5      | 10     |
| 2      | Russia        | 2   | 3       | 2      | 7      |
| 3      | Ungheria      | 2   | 1       | 2      | 5      |
| 4      | Italia        | 2   | 0       | 3      | 5      |
| 5      | Cina          | 2   | 0       | 0      | 2      |
| 6      | Giappone      | 1   | 0       | 2      | 3      |
| 7      | Estonia       | 1   | 0       | 0      | 1      |
| 8      | Francia       | 0   | 1       | 1      | 2      |
| 8      | Corea del Sud | 0   | 1       | 1      | 2      |
| 10     | Spagna        | 0   | 1       | 0      | 1      |
| 10     | Rep. Ceca     | 0   | 1       | 0      | 1      |
| 10     | Canada        | 0   | 1       | 0      | 1      |
| 13     | Polonia       | 0   | 0       | 1      | 1      |
| 13     | Israele       | 0   | 0       | 1      | 1      |
| Totale | Totale        | 12  | 12      | 18     | 42     |